# Викенд са мртвацем
Викенд са мртвацем (енгл. Weekend at Bernie's) или Викенд са Бернијем је америчка филмска комедија режисера Теда Кочефа из 1989. године, по сценарију Роберта Клејна, а главне улоге тумаче Ендру Мекарти, Џонатан Силверман, Кетрин Мери Стјуарт и Тери Кајзер.
Продавци Ричард (Џонатан Силверман) и Лери (Ендрју Мекарти) који воле забаву позвани су од стране њиховог шефа, Бернија (Тери Кајсер), да остану за викенд у његовој отменој кући на плажи. Мало знају да је Берни починилац преваре коју су открили и да се договара са мафијом да их убије. Када се план изјалови и Берни је убијен уместо њих, другари одлучују да не дозволе да им мала смрт поквари одмор. Претварају се да је Берни још увек жив, што доводи до изобиља глупости и скрнављења Бернијевог леша.

## Радња
Запослени у осигуравајућој корпорацији, Лари и Ричард, прави су радохоличари. Зарад промоције, момци легалне викенде проводе у канцеларији, а напори младих менаџера нису узалудни. Анализирајући финансијске извештаје, пријатељи откривају превару – неко је „грешком“ уплатио осигурање, проневеривши два милиона из средстава корпорације. Они то одмах пријаве свом шефу Бернију Ломаксу, не знајући да је он исти крадљивац налога. Берни хвали дечаке и позива их да проведу викенд у луксузној вили на обали Атлантског океана, на острву Хемптон, али у исто време тражи од свог пријатеља из мафије да их убије. Шеф мафије (Вито), знајући да га девојка вара са Бернијем, наређује да убију не дечаке, већ самог Бернија, што Пол једноставно чини у луксузној вили уз помоћ ињекције велике дозе хероин и ставља наочаре на Бернија.
Момци који стигну покушавају да врате Бернија свести, али Ричард примећује хероин у његовом џепу и користи наочаре да провери да ли Берни дише. Али он је мртав, момци се плаше да се пријаве полицији, јер би могли помислити да су убили Бернија. Али овде се на журци окупљају бројни гости, који морају да се претварају да је Берни жив, јер је он у центру пажње.
Након што се забава заврши, Лари и Ричард случајно избаце Бернија ван виле и одведу га у море. Али касније је испливало на обалу и сакрили су је у собу.
У ово време на имање долази Тина (Бернијева љубавница и жена мафијашког боса Вита), која је јако пијана, одлази у собу мртвог Бернија и добро се забавља са њим.
У међувремену, следећег јутра, пријатељи проналазе поруку на Бернијевом телефону у којој пише да треба убити два штенета: дечаци схватају да су у опасности и проналазе кутију са украденим новцем и поруку: „Ја и Ричард Паркер смо украли овај новац од компаније и фалсификоване полисе осигурања. Не могу више овако да живимо, бићемо мртви када дођеш. (потписао Лари).“
Лари и Ричард узимају Бернија и покушавају да побегну, али пропуштају чамац и враћају се на имање, где убица (Пол) одлази са револвером, а Ричардова девојка - Гвен.
На крају, Лари успева да победи злочинца и пријави убиство Бернија.
У последњој сцени на плажи, Лари, Ричард и Гвен разговарају једни с другима, а након што се котрља низ тобоган, Берни пада одмах иза њих и седа са руком на глави. Хероји беже, а Бернија дечак закопава у песак.